# 阿韦莱达 (孔迪镇)
阿韦莱达是葡萄牙波尔图区的一个堂区。总面积3.51平方公里，总人口1479人，人口密度421.4人/平方公里。